# Janusz Węgiełek
Janusz Węgiełek (ur. 3 sierpnia 1947 w Warszawie) − polski pisarz i tłumacz.
Laureat Nagrody Kościelskich (1980), nagrody Regionalnego Towarzystwa Powiślan (2010) i wyróżnienia w X edycji Nagrody Literackiej im. Józefa Mackiewicza (2011). 

## Publikacje
- Opowiadania awanturnicze (1975)
- Mam ciało (1978)
- Pochwała szpiega. Esej o cynizmie (1993)
- Wiślany szlak (2010)